# パラター川
パラター川（パラターがわ、ベラルーシ語: Палата́、ロシア語: Полота́）は、ロシアのプスコフ州ネーヴェリ地区から、ベラルーシのヴィーツェプスク州ポラツク地区へと流れる、西ドヴィナ川の支流である。長さ93km（ベラルーシ国内を86ｋｍ)、流域面積651k㎡、河口での年間平均水量は毎秒4.8㎥である。歴史学的文献においてはポロタ川という表記もみられる。
ネーヴェリ地区のコルピノ村から北東に1.4kmのコルピノ湖を水源とし、ポロツク低地のネクロチ湖、イズモリ湖を通過する。河口（西ドヴィナ川への合流地点）はポロツクにある。12月の上旬に凍結し、4月上旬に氷解する。春の氷解は通常4日間続く。また、この増水期の水位は平均して4m以上上がる。最高値は1931年の5mである。
パラター川の名前は、バルト語の語幹pal、 paltから派生している。同源の言葉として、リトアニア語で沼を表すpala、ラトビア語で水溜りを表すpaltsなどがある。『原初年代記』には、東スラヴ人の一派のポロチャーネ族の名はパラター川に由来する、という記述がある。